# Montagny (Loire)
Montagny település Franciaországban, Loire megyében. Lakosainak száma 1100 fő (2022. január 1.). Montagny Coutouvre, Thizy-les-Bourgs, Combre, La Gresle, Perreux, Pradines, Régny és Saint-Victor-sur-Rhins községekkel határos.

## Népesség
A település népességének változása:
| Lakosok száma | 1092 | 1078 | 1124 | 1105 | 1129 | 1071 | 1049 | 1083 | 1100 | 1100 |
|               | 1968 | 1982 | 1990 | 2006 | 2013 | 2015 | 2017 | 2019 | 2020 | 2022 |